# Totò, Eva e il pennello proibito
Totò, Eva e il pennello proibito (en español, La culpa fue de Eva o Totó y la maja desnuda) es una película italiana de 1959 dirigida por Steno.

## Trama
Los estafadores Eva (Abbe Lane) y  Raúl (Mario Carotenuto), así como su cómplice José (José Guardiola), urden un plan para estafar a una multimillonaria americana. El plan de los dos estafadores consiste en hacer pintar al copista italiano Totò Scorceletti (interpretado por Totò) una copia de La maja desnuda, añadiendo además a esta última un camisón, de manera a que sea fraudulentamente atribuida a Goya gracias a la complacencia del ignorante y sin embargo estimado profesor Montiel (Louis de Funès).
Eva, para vencer las resistencias de Scorcelletti (que se niega a dibujar una camisa en la copia de la Maja Desnuda) le hace creer que se entregará a él si el copista pinta el camisón sobre la maja. Scorcelletti, de buena fe ya que desconoce las verdaderas intenciones de Eva y Raúl, al descubrir que los dos se preparan a vender la falsa Maja 200 millones, comienza a dibujar un montón de Majas que espera vender por 200 millones cada una.
Una vez descubierto el engaño, Totò y el profesor Montiel intentarán consolarse de la decepción... con escasos resultados.

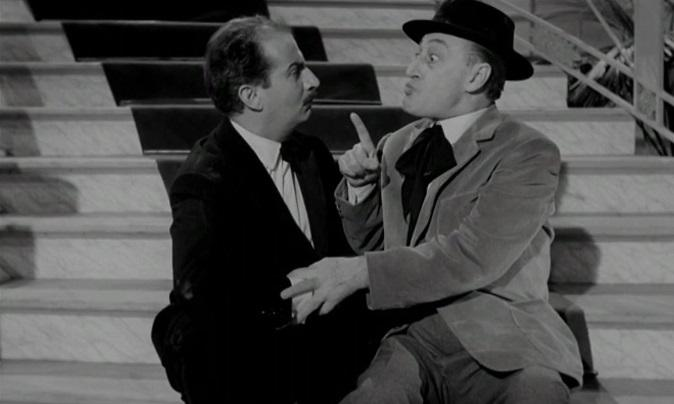
Los actores Louis de Funès y Totò
en un fotograma de la película